# 2006 QK181
2006 QK181, também escrito como 2006 QK181, é um objeto transnetuniano que está localizado no Cinturão de Kuiper, uma região do Sistema Solar. Este corpo celeste é classificado como um provável cubewano. Ele possui uma magnitude absoluta de 7,3 e tem um diâmetro estimado com 153 km.

## Descoberta
2006 QK181 foi descoberto no dia 22 de agosto  de 2006.

## Órbita
A órbita de 2006 QK181 tem uma excentricidade de 0,125 e possui um semieixo maior de 42,930 UA. O seu periélio leva o mesmo a uma distância de 37,578 UA em relação ao Sol e seu afélio a 48,282 UA.